# Kabinet-Goebbels
Het kabinet–Goebbels werd door Adolf Hitler genoemd in zijn politieke testament van 30 april 1945. Hitler benoemde admiraal Karl Dönitz tot Rijkspresident en minister van Propaganda Joseph Goebbels tot Rijkskanselier. Het kabinet was van korte duur toen Goebbels op 1 mei 1945 samen met zijn gezin zelfmoord pleegde. Zijn regering werd gevolgd door het Kabinet-Schwerin von Krosigk (Flensburgregering) onder de leiding van Dönitz en Lutz Schwerin von Krosigk.

## Kabinet–Goebbels (30 april 1945 – 1 mei 1945)
| Ambtsbekleder                             | Ambtsbekleder             | Ambtsbekleder                                            | Functie(s)                                        | Ambtstermijn     | Ambtstermijn | Partij(en) |
| ----------------------------------------- | ------------------------- | -------------------------------------------------------- | ------------------------------------------------- | ---------------- | ------------ | ---------- |
|                                           | Karl Dönitz               | Großadmiral Karl Dönitz (1891–1980)                      | Rijkspresident                                    | 30 april 1945    | 23 mei 1945  | NSDAP      |
| Opperbevelhebber van de Wehrmacht         | Karl Dönitz               | Großadmiral Karl Dönitz (1891–1980)                      |                                                   | 30 april 1945    | 23 mei 1945  | NSDAP      |
| Rijksminister van Oorlog                  | Karl Dönitz               | Großadmiral Karl Dönitz (1891–1980)                      |                                                   | 30 april 1945    | 23 mei 1945  | NSDAP      |
| Chef van de Oberkommando der Kriegsmarine | Karl Dönitz               | Großadmiral Karl Dönitz (1891–1980)                      | 30 januari 1943                                   | 1 mei 1945       |              | NSDAP      |
|                                           | Joseph Goebbels           | Reichsleiter Joseph Goebbels (1897–1945)                 | Rijkskanselier                                    | 30 april 1945    | 1 mei 1945   | NSDAP      |
|                                           | Martin Bormann            | Reichsleiter Martin Bormann (1900–1945)                  | Rijkspartijminister                               | 30 april 1945    | 2 mei 1945   | NSDAP      |
|                                           | Paul Giesler              | Gauleiter Paul Giesler (1895–1945)                       | Rijksminister van Binnenlandse Zaken              | 29 april 1945    | 5 mei 1945   | NSDAP      |
|                                           | Arthur Seyss-Inquart      | SS– Obergruppenführer Arthur Seyss-Inquart (1892–1946)   | Rijksminister van Buitenlandse Zaken              | 30 april 1945    | 7 mei 1945   | NSDAP      |
|                                           | Wilhelm Keitel            | Generalfeldmarschall Wilhelm Keitel (1882–1946)          | Chef van de Oberkommando der Wehrmacht            | 4 februari 1938  | 13 mei 1945  | NSDAP      |
|                                           | Ferdinand Schörner        | Generalfeldmarschall Ferdinand Schörner (1892–1973)      | Chef van de Oberkommando des Heeres               | 30 april 1945    | 8 mei 1945   | NSDAP      |
|                                           | Robert von Greim          | Generalfeldmarschall Ritter Robert von Greim (1892–1945) | Chef van de Oberkommando der Luftwaffe            | 25 april 1945    | 8 mei 1945   | O          |
|                                           | Lutz Schwerin von Krosigk | Graf Lutz Schwerin von Krosigk (1887–1977)               | Rijksminister van Financiën                       | 1 juni 1932      | 23 mei 1945  | NSDAP      |
|                                           | Otto Georg Thierack       | Otto Georg Thierack (1889–1946)                          | Rijksminister van Justitie                        | 24 augustus 1942 | 5 mei 1945   | NSDAP      |
|                                           | Walther Funk              | Walther Funk (1890–1960)                                 | Rijksminister van Economische Zaken               | 15 januari 1938  | 8 mei 1945   | NSDAP      |
|                                           |                           | Karl Saur (1902–1966)                                    | Rijksminister van Bewapening en Oorlogsproductie  | 30 april 1945    | 1 mei 1945   | NSDAP      |
|                                           |                           | SS–Brigadeführer Werner Naumann (1909–1982)              | Rijksminister van Volksvoorlichting en Propaganda | 30 april 1945    | 1 mei 1945   | NSDAP      |
|                                           |                           | SS–Standartenführer Theo Hupfauer (1906–1993)            | Rijksminister van Arbeid                          | 30 april 1945    | 5 mei 1945   | NSDAP      |
|                                           | Gustav Adolf Scheel       | Gauleiter Gustav Adolf Scheel (1907–1979)                | Rijksminister van Cultuur                         | 30 april 1945    | 5 mei 1945   | NSDAP      |
|                                           | Julius Dorpmüller         | Julius Dorpmüller (1869–1945)                            | Rijksminister van Verkeer                         | 2 februari 1937  | 23 mei 1945  | NSDAP      |
| Rijksminister van Posterijen              | Julius Dorpmüller         | Julius Dorpmüller (1869–1945)                            | 1 mei 1945                                        |                  | 23 mei 1945  | NSDAP      |
|                                           | Herbert Backe             | Reichsleiter Herbert Backe (1896–1947)                   | Rijksminister van Landbouw en Voedsel             | 23 mei 1942      | 23 mei 1945  | NSDAP      |
|                                           | Hermann Muhs              | SS–Oberführer Hermann Muhs (1894–1962)                   | Rijksminister van Erediensten                     | 15 december 1941 | 8 mei 1945   | NSDAP      |
| Ministers zonder portefeuille             |                           |                                                          |                                                   |                  |              |            |
| Ambtsbekleders                            | Ambtsbekleders            | Ambtsbekleders                                           | Functie(s)                                        | Ambtstermijn     | Ambtstermijn | Partij(en) |
|                                           | Karl Hanke                | Reichsführer-SS Karl Hanke (1903–1945)                   | Minister zonder portefeuille                      | 30 april 1945    | 8 mei 1945   | NSDAP      |
| Chef van de Ordnungspolizei               | Karl Hanke                | Reichsführer-SS Karl Hanke (1903–1945)                   |                                                   | 30 april 1945    | 8 mei 1945   | NSDAP      |
|                                           | Robert Ley                | Reichsleiter Robert Ley (1890–1945)                      | Minister zonder portefeuille                      | 30 april 1945    | 8 mei 1945   | NSDAP      |
| Chef van de Deutsche Arbeitsfront         | Robert Ley                | Reichsleiter Robert Ley (1890–1945)                      |                                                   | 30 april 1945    | 8 mei 1945   | NSDAP      |